# Индекс цветопередачи

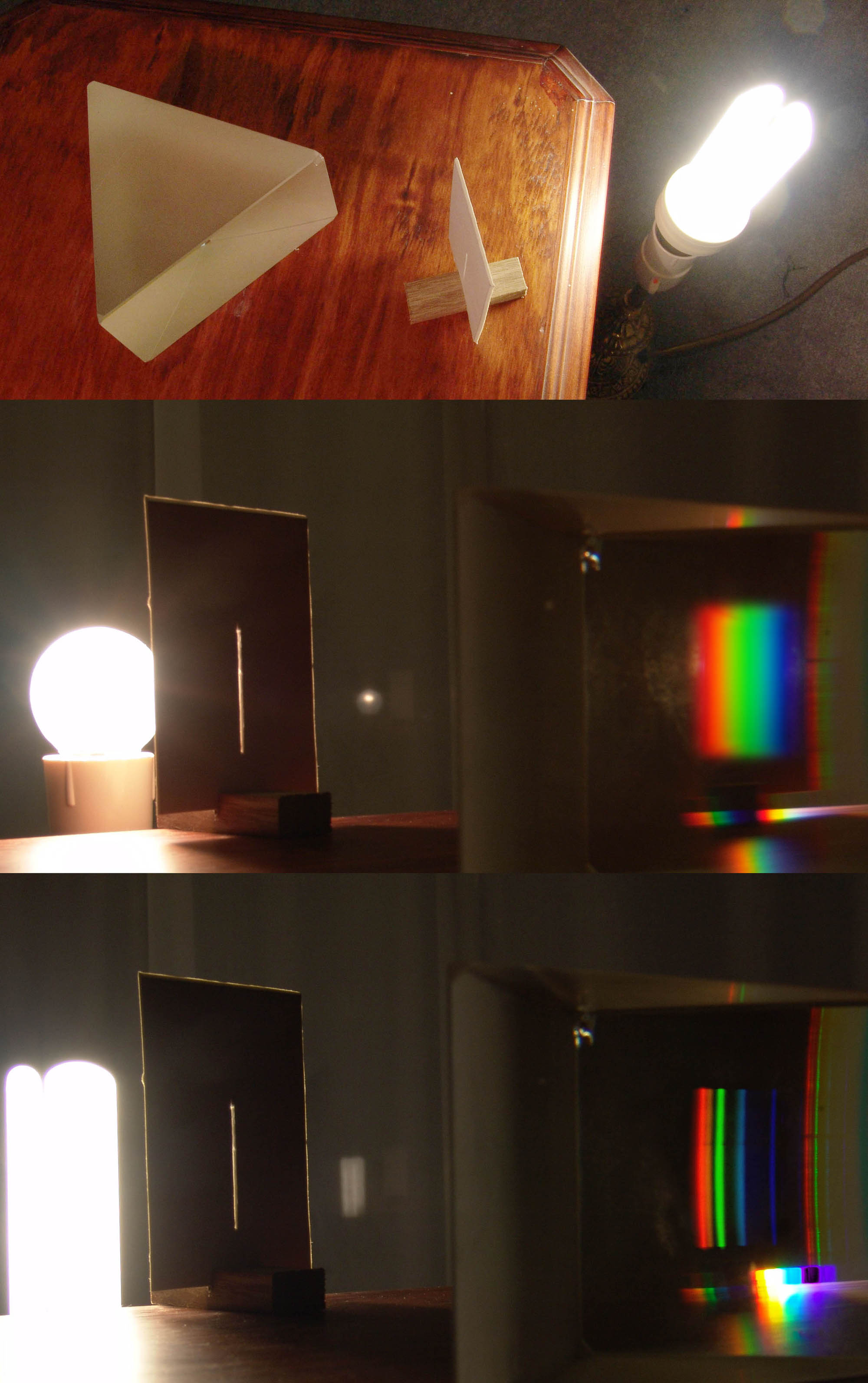
Верхнее изображение представляет вид сверху на установку для демонстрации. Лампа накаливания (среднее изображение) имеет непрерывный спектр и более высокий CRI, чем люминесцентная лампа (нижнее изображение)

Индекс цветопередачи, коэффициент цветопередачи (англ. colour rendering index, CRI или Ra ) — количественная мера способности источника света верно отображать цвета освещаемых объектов в сравнении с идеальным или естественным источником света. Ra  принимает значения от 1 до 300 (1 — наихудшая цветопередача, 300 — наилучшая).

## Необходимость
Необходимость во введении индекса цветопередачи (CRI, Ra ) была вызвана тем, что два различных типа ламп могут иметь одну и ту же цветовую температуру, но передавать цвета освещаемых объектов по-разному. Индекс цветопередачи определяется как мера степени приближения цвета объекта, освещаемого источником света, к его цвету при освещении эталонным источником света сопоставимой цветовой температуры.
Термин появился в 1960—1970-х годах. Изначально CRI был разработан для сравнения источников света непрерывного спектра, индекс цветопередачи которых был выше 90, поскольку ниже 90 можно иметь два источника света с одинаковым значением индекса цветопередачи, но с сильно различающейся видимой передачей цвета. В 2007 году Международная комиссия по освещению (CIE) отметила, что «…индекс цветопередачи, разработанный комиссией, обычно неприменим для прогнозирования параметров цветопередачи набора источников света, если в этот набор входят светодиоды белого цвета». В 2010 году для более точной оценки качества передачи цвета была разработана методика Color Quality Scale (CQS). Однако методика CQS не стала полноценной заменой CRI, так как тоже не учитывала тон и насыщенность цветов освещаемых предметов. Поэтому в августе 2015 года был разработан стандарт ТМ-30-15, который оценивает качество цвета не только по цветным шаблонам, но и по встречающимся в повседневности предметам.

## Методика оценки

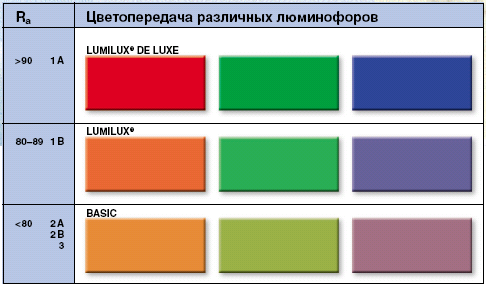
Индекс цветопередачи люминесцентных ламп с различными люминофорами

Для получения коэффициента цветопередачи какого-либо источника света (лампы) фиксируется сдвиг цвета с помощью 8 или 14 указанных в DIN 6169 стандартных эталонных цветов (шесть дополнительных цветов иногда используются для специальных нужд, но они не применяются для расчета индекса цветопередачи), наблюдаемый при направлении тестируемого источника света на эталонные цвета. Расчёт ведется по методике СIE, по которой получают численное значение отклонения цвета эталонов, освещенных исследуемым источником света. Чем меньше отклонение видимого цвета от естественного (больше индекс цветопередачи), тем лучше характеристика цветопередачи тестируемой лампы.
Источник света с показателем цветопередачи Ra = 100 излучает свет, оптимально отображающий все цвета, индекс цветопередачи у солнечного света также принимается за 100. Чем ниже значения Ra, тем хуже передаются цвета освещаемого объекта:
| Характеристика цветопередачи | Степень цветопередачи | Коэффициент цветопередачи | Примеры ламп |
| ---------------------------- | --------------------- | ------------------------- | --- |
| очень хорошая                | 1А                    | более 90                  | cерные лампы, лампы накаливания, галогенные лампы, люминесцентные лампы с пятикомпонентным люминофором, лампы МГЛ (металогалогенные), светодиодные лампы |
| очень хорошая                | 1В                    | 80—89                     | люминесцентные лампы с трехкомпонентным люминофором, светодиодные лампы                                                                                  |
| хорошая                      | 2А                    | 70—79                     | люминесцентные лампы ЛБЦ, ЛДЦ, светодиодные лампы |
| хорошая                      | 2В                    | 60—69                     | люминесцентные лампы ЛД, ЛБ, светодиодные лампы |
| посредственная               | 3                     | 40—59                     | лампы ДРЛ (ртутные), НЛВД с улучшенной цветопередачей |
| плохая                       | 4                     | менее 39                  | лампы ДНаТ (натриевые) |

Тестируемые цвета (основные):
|                 |              |              |                   |              |                    |                     |              |
| R1 увядшая роза | R2 горчичный | R3 салатовый | R4 светло-зеленый | R5 бирюзовый | R6 небесно-голубой | R7 фиолетовая астра | R8 сиреневый |

Примечательно, что индекс цветопередачи и у ламп накаливания, и у неба (дневной свет) считается равным 100, при том что ни один из этих источников света не является действительно безупречным — лампа накаливания слаба в освещении синих тонов, а небо при 7500 К слабо в освещении красных тонов.
Различия в величинах CRI меньшие, чем пять единиц, незначительны. Это означает, что источники света с индексами цветопередачи, например, в 80 и 84 практически одинаковы.